# Lodi (Kalifornia)
Lodi város az Amerikai Egyesült Államok Kalifornia államában, San Joaquin megyében. Lakosainak száma 66 348 fő (2020. április 1.).

## Népesség
A település népességének változása:

| 2010 | 62 134 |
| 2020 | 66 348 |